# Manfred Grübl

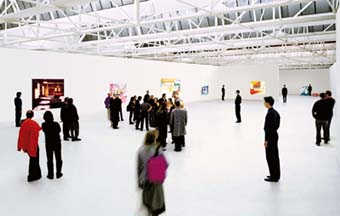
Manfred Grübl Installation, 1999, London, Saatchi Gallery.

Manfred Grübl (* 1965 in Tamsweg) ist ein österreichischer Künstler. 

## Leben
Manfred Grübl studierte Architektur bei Hans Hollein an der Hochschule für Angewandte Kunst in Wien und Bildhauerei bei Bruno Gironcoli an der Wiener Akademie der Bildenden Künste. Nach Abschluss des Studiums fand Grübl seinen künstlerischen Ausdruck in Aktionen und Installationen, die den Betrachter involvieren. 
Installationen von Grübl wurden in der Londoner Saatchi Gallery, im New Yorker Lincoln Center, in der Berliner Neuen Nationalgalerie gezeigt. 2003 gründete er die Zeitung Version und die CD/DVD Edition KW.I. (Label für bildende Künstler, die unter anderem auch mit Sound arbeiten.) Heute lebt und arbeitet Manfred Grübl in Wien, so wie seine Schwester Elisabeth, die sich ebenfalls künstlerisch betätigt.

## Werk
Die von Grübl initiierte Rolle der Akteure als performende Besucher und ihr Verhältnis zum Publikum der personellen Installation Saatchi Gallery, Lincoln Center, Neue Nationalgalerie 1999, lassen sich in eine Traditionslinie stellen, die unter John Cages Anleitung in den frühen 1950er Jahren am Black Mountain College aufgeführt wurden. Grübl aktualisiert und radikalisiert diese historische Position, indem er seine Akteure quasi inkognito einsetzt und die Gewissheit des Publikums, einem Stück beizuwohnen, überhaupt offenlässt. Damit löst er eine grundlegende Voraussetzung institutionskritischer Kunst ein. Erst die konsequente Missachtung kunstbetrieblicher Teilnahmebedingungen vermag die allseits geltenden Inkonsequenzen kunstbetrieblicher Kompromisse und Widersprüche zum Vorschein zu bringen. Die Veränderung der Rolle des Publikums sowie eine scharfe Kritik an Gesellschaft und Kunst stehen hinter den Arbeiten wie Junge Szene. Video nicht Vollständig (Secession Wien), 4 Minuten Demo (Intervention Roter Platz, Moskau), crash mat (Performance mit einem schwergewichtigen Sportler der die eintretenden Ausstellungsbesucher auf die Matte wirft) und eine Installation im Lakeside Art Centre in Nottingham, wo der Zuschauer auf die hell erleuchtete Bühne geführt wird, um das Ein- und Ausfahren der Bestuhlung im Zuschauerraum des Theaters zu beobachten.

## Auszeichnungen
- 2018: Großer Kunstpreis des Landes Salzburg[3]

## Ausstellungen (Auswahl)
- 1994: Experimente, Künstlerhaus Thurn&Taxis, Bregenz
- 1999: Wahlverwandtschaften, Wiener Festwochen
- 2000: grübl&grübl, Gallery Anhava, Helsinki
- 2002: ausgeträumt..., Secession, Wien
- 2003: Personelle Installation, Secession, Wien
- 2006: Why Picture Now, Museum Moderner Kunst Stiftung Ludwig, Wien
- 2008: Hotelito San Rafael, Glasshill Projects, London